# وزارت مسکن و توسعه شهری ایالات متحده آمریکا

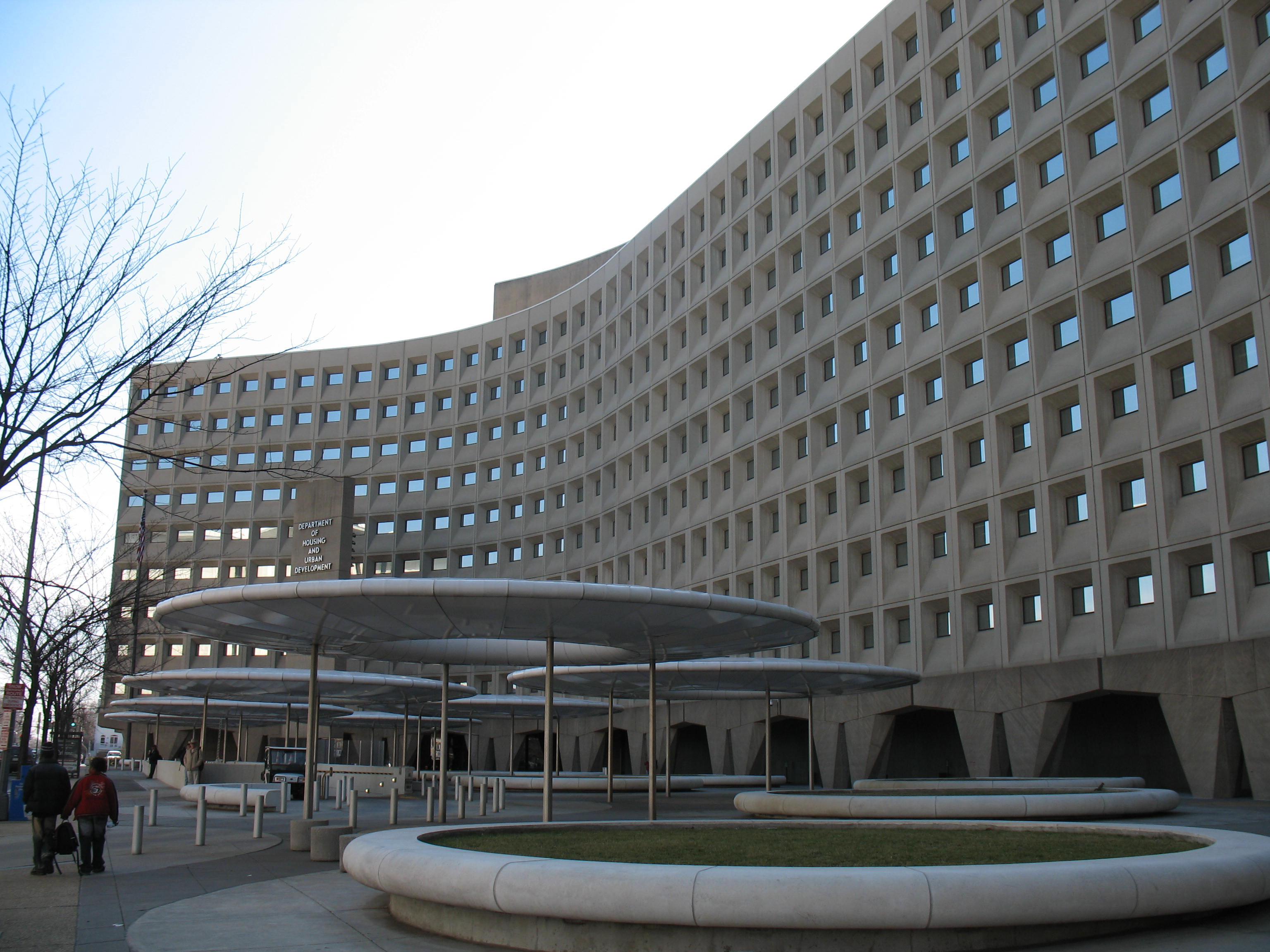
نمای وزارتخانه

وزارت مسکن و توسعه شهری ایالات متحده آمریکا (به انگلیسی: United States Department of Housing and Urban Development) یکی از پانزده وزارتخانه‌های دولت فدرال ایالات متحده آمریکا است.
مقر سازمان در واشنگتن است.